# エロテロ
エロテロとは、非合法時代の日本共産党の女性活動家に対して大日本帝国の特別高等警察や検察がおこなった性的な拷問のことである。「エロによるテロル」を意味する。

## 概要
1929年4月16日、当時18歳の日本共産党員浅沼（のち瀬野）雪香（1911年3月、八丈島生まれ。浅沼稲次郎の従妹にあたる。1927年4月に東京市電気局バス車掌となり、組合運動に参加。1928年7月15日、日本共産党に入党）は救援のカンパを同志に渡そうとしたところを3人の特高警察官に逮捕され、警視庁淀橋署から本富士署に連行された。このとき、みずからが受けたエロテロの様子を次のように手記に書き残している。
- 全裸にされ、4-5人の特高警察官と検事に眺め回され、「浅沼女史、なかなかきれいな餅肌じゃないか。おっぱいもふっくらとして、美味しそうじゃないか」「こんなきれいなとこ、たたくともったいないなあ。傷になったらお嫁にいけなくなるぞ」などと卑猥な言葉を浴びせられ、体じゅうを触られる[10]。
- 抵抗すると全裸のまま椅子に縛りつけられ、肌を触られ、つねられる[10]。
- 股の奥に手を入れられ、「もっとお近づきになろうよ、浅沼女史」「やわらかい肌だな、どうだ…感じるか」などと卑猥な言葉を浴びせられる[10]。
- 性器に指を挿入され、恥毛を引っ張られる[11]。
- 煙草の火を押しつけられる[11]。

浅沼が特高警察官の一人に軽蔑を込めて「あなたさまは、奥様にも、娘さまにもこういう仕打ちをなさるのですか」と詰ると、その特高警察官は真っ青になり、その後は浅沼の体に触らなくなった。
最終的に浅沼は29日間で本富士署から釈放されたが、釈放の条件として「拷問はなかった」との虚偽の誓約書を書かされた。拷問のため、浅沼の左耳は聴こえなくなっていた。釈放されると直ちに浅沼は活動を再開し、敗戦までの16年間に18回検挙され、戦後も活動を続けた。
中にはエロテロに屈して自殺した活動家もいた。